# Lymantrichneumon birmanicus
Lymantrichneumon birmanicus là một loài tò vò trong họ Ichneumonidae.